# キレイ（仮）
『キレイ（仮）』（きれい）は、2007年にテレビ朝日のバラエティ祭（ドスペ2、日曜ワイド（旧））枠で2回放送されたバラエティトーク番組。

## 概要
女芸人が美しさを真剣に追い求める美容バラエティ番組。タイトルの（仮）とは、まだまだ美しくないという意味のである。

## 出演者
司会
- 野村真季（テレビ朝日アナウンサー）
- 前田有紀（テレビ朝日アナウンサー）

レギュラー
- オアシズ（光浦靖子・大久保佳代子）
- まちゃまちゃ
- だいたひかる
- 森三中（黒沢かずこ・村上知子・大島美幸）
- ハリセンボン（箕輪はるか・近藤春菜）
- 柳原可奈子

ナレーター
- YOU
- 佐藤賢治

## スタッフ
- 構成：そーたに、中野俊成、町田裕章
- CAM：辻稔 、五十嵐陽
- AUD：牧野正義、佐々木留美
- VE：武藤康広
- LD：桑原則幸
- 美術：遠藤ゆか
- デザイン：前田香織
- 美術進行：楢崎仁志
- 大道具：高子昌樹
- 装飾：益子尚正
- 電飾：安田勝広
- フラワーアレンジメント：雀禎株
- 特効：釜田智志
- メイク：川口かつら
- CG：横井勝
- 編集：奥田恵夫、藤田信
- MA：長谷雄智宏
- 音効：栗田勇児
- TK：村田理実
- 宣伝：蓮実理奈
- アドバイザー：中川千波
- 技術協力：スウィッシュ・ジャパン、オムニバスジャパン、テレテック
- 美術協力：old maison
- 制作協力：SION
- AP：鈴木雅彦、荒川道代
- ディレクター：藤城剛、中本訓彦、山田直樹、田中匡史、三宅康仁
- 演出・プロデューサー：加地倫三
- チーフプロデューサー：藤井智久
- 制作著作：テレビ朝日

## ネット局
遅れネット局
- 宮崎放送（TBS系列） - 2007年12月9日日曜日14:30～15:55（第2回のみ）
- チューリップテレビ（TBS系列） - 2008年1月5日土曜日15:30～16:55（第2回のみ）